# Вароша (квартал на Търговище)
Вижте пояснителната страница за други значения на Вароша.
Вароша е квартал на Търговище, разположен в централната западна част на града. Населението му е предимно българско.

## Забележителности
В квартала се намират: Областна дирекция полиция, Регионален център по здравеопазване и РЗОК, Исторически музей – Търговище, II СОУ „Професор Никола Маринов“, ОДЗ „Пчелица“, ДГ „Пролет“, 5 ДГ „Червената шапчица“.
Запазена е атмосферата на Българското възраждане, със запазени 34 къщи от тази епоха. По-забележителни от тях са „Хаджиангеловата къща“ (1863) и „Хаджирусевата къща“ (1860). На централно място в квартала е разположена старата църква на града, храмът „Св. Успение Богородично“, построен през 1850 година.

## Личности
- Никола Симов – знаменосец на Ботевата чета